# Circondario di Guastalla
Il circondario di Guastalla era uno dei circondari in cui era suddivisa la provincia di Reggio Emilia.

## Storia
Il circondario di Guastalla, parte della provincia di Reggio Emilia, venne istituito nel 1859, in seguito ad un decreto dittatoriale di Carlo Farini che ridisegnava la suddivisione amministrativa dell'Emilia in previsione dell'annessione al Regno di Sardegna.
Il circondario venne soppresso nel 1926 e il territorio assegnato al circondario di Reggio nell'Emilia.

## Suddivisione
Nel 1863, la composizione del circondario era la seguente:
- mandamento I di Guastalla
  - Gualtieri; Guastalla
- mandamento II di Brescello
  - Boretto; Brescello
- mandamento III di Luzzara
  - Luzzara
- mandamento IV di Novellara
  - Campagnola Emilia; Fabbrico; Novellara; Rio Saliceto
- mandamento V di Poviglio
  - Poviglio
- mandamento VI di Reggiolo
  - Reggiolo; Rolo